# 建設仮勘定
建設仮勘定（けんせつかりかんじょう 英語:construction in progress (CIP) ）は、勘定科目の一つ。有形固定資産に区分される。

## 解説
建設仮勘定は、建設中の建物や製作中の機械など、完成前の有形固定資産への支出等を仮に計上しておくための勘定科目である。有形固定資産が完成し、事業の用に供した時点で、本勘定に振り替えることを要する。なお、自社営業用の建物や賃貸目的の建物といった、自社で使用する有形固定資産を対象とし、顧客からの受注により建造後顧客へ引き渡す予定の建物などに関しての支払いは棚卸資産（未成工事支出金）として流動資産へ計上される。
製作中の自己使用目的等のソフトウェアなど、完成前の無形固定資産への支出を仮に計上しておくためには、無形固定資産の仮勘定（ソフトウェア仮勘定という科目をおく場合もある）に計上する。
完成して、本勘定に振り替えられるまで、減価償却はなされないが、完成が中止された場合には除却、また、完成前に収益性の低下により投下資本の回収が見込めなくなった場合には、減損処理の対象となる。